# Taissa Farmiga
Taissa Farmiga (ur. 17 sierpnia 1994 w Clifton) – amerykańska aktorka. Zadebiutowała w filmie Przełamując wiarę w reżyserii swojej siostry, a sławę zyskała dzięki roli Violet Harmon w serialu telewizyjnym American Horror Story stacji FX. Następnie zagrała w produkcjach takich jak Mindscape oraz Bling Ring.

## Wczesne życie
Farmiga urodziła się w Clifton w stanie New Jersey jako najmłodsza z siedmiorga dzieci ukraińskich imigrantów: Mykhailo Farmigi, analityka systemów komputerowych, oraz Luby Farmigi, nauczycielki szkolnej. Wychowała się w Whitehouse Station leżącym na obszarze Readington Township w New Jersey.

## Kariera
Początkowo Farmiga nie planowała zostać aktorką, jak stwierdziła w wywiadzie: „nigdy nie chciałam być aktorką. Aktorstwo było zawsze domeną Very, nie moją, ale kiedy byłyśmy na Festiwalu Filmowym w Sundance stwierdziłam, że oficjalnie pokochałam aktorstwo”. Została namówiona do wzięcia udziału w debiucie reżyserskim swojej siostry Very Farmigi pt. Przełamując wiarę, gdzie zagrała szesnastoletnią odpowiedniczkę postaci granej przez swoją siostrę. Po tym jak jej występ w fiilmie został bardzo dobrze przyjęty na Festiwalu Filmowym w Sundance zdecydowała się pójść w stronę kariery aktorskiej. W maju 2011 roku została obsadzona w roli Violet Harmon w pierwszym sezonie serialu American Horror Story. Produkcja zadebiutowała w październiku 2011 roku i spotkała się z uznaniem krytyków zdobywając nominację do dwóch Złotych Globów oraz siedemnastu Nagród Emmy. W drugim sezonie serialu obsadzeni zostali prawie identyczni aktorzy, jednak grali oni całkowicie inne postacie w innych plenerach, a Farmiga nie otrzymała roli ze względu na brak nastoletnich postaci.
Farmiga otrzymała główną rolę w dramacie Jamesy Boy opowiadającym historię młodego członka gangu ulicznego, który trafia do więzienia o zaostrzonym rygorze i nawiązuje przyjaźń z więźniem skazanym za morderstwo. Farmiga gra w nim obiekt westchnień głównego bohatera. Zagrała w niezależnym komediodramacie Dzień w Middleton traktującym o mężczyźnie i kobiecie, którzy zakochują się w sobie po spotkaniu podczas podwożenia swoich dzieci do college'u. Premiera filmu odbyła się 17 maja 2013 roku na Międzynarodowym Festiwalu Filmowym w Seattle. W 2012 roku dołączyła do obsady filmu Bling Ring bazującym na autentycznej historii o tym, jak grupka nastolatków w latach 2008–2009 włamywała się do domów sławnych ludzi kradnąc łącznie ponad 3 miliony USD z majątków takich osób jak Orlando Bloom, Lindsay Lohan i Paris Hilton. Pojawiła się w filmie Mindscape u boku Marka Stronga mówiącym o człowieku ze zdolnością wnikania do zasobów pamięci innych ludzi, który rozpoczyna pracę nad sprawą niezwykle błyskotliwej, lecz problematycznej nastolatki, aby stwierdzić czy jest socjopatką czy ofiarą traumy.
Farmiga powróci w trzecim sezonie serialu American Horror Story. W styczniu 2013 roku Ryan Murphy wyjawił, że w dziesiątym odcinku drugiego sezonu serialu zawarta będzie wskazówka dotycząca kontynuacji. W późniejszym wywiadzie dotyczącym epizodu stwierdził: „jedną z rzeczy, której mi brakowało w tym sezonie była bardzo lubiana przeze mnie historia młodocianej miłości rodem z Romea i Julii pomiędzy Violet i Tatem pokazana w pierwszym sezonie. Chcę zrobić coś takiego ponownie i zrobimy to w przyszłym sezonie”. Farmiga wcieliła się w postać Zoe Benson, młodej dziewczyny zmuszonej do pójścia do szkoły specjalnej w Nowym Orleanie po odkryciu jej mocy. Moc Zoe objawia się tym, że uśmierca ona każdego, z którym odbędzie stosunek płciowy, podczas gdy jej rówieśnicy są medium lub mają zdolności psychokinetyczne. American Horror Story: Coven swoją premierę miał 9 października 2013 roku, o postaci Farmigi The Huffington Post napisał: „Farmiga bez trudu gra pomieszanie niewinności, sardonicznego dowcipu i tragedii, które są wymagane do przedstawienia jej postaci”.

## Życie osobiste
Farmiga jest młodszą siostrą aktorki Very Farmigi nominowanej do Oscara, a jej szwagrem jest muzyk Renn Hawkey. Siostry uważają się za najlepsze przyjaciółki. Farmiga w wywiadzie dla Teen Vogue wyznała, że jej siostra „jest moją stylistką, moim wszystkim”. Vera ma podobne odczucia: „Taissa jest osobą, którą bierzesz ze sobą, aby wybrać strój na rozdanie Oscarów, a później zabierasz do In-N-Out Burgera. Pomimo dużej różnicy wieku jest jedną z moich najlepszych przyjaciółek na świecie”. Farmiga posługuje się językiem angielskim i ukraińskim, przez trzy lata brała także udział w zajęciach American Sign Language. Interesuje się snowboardingiem i wspinaczką.

## Filmografia

### Filmy
| Rok  | Tytuł                                     | Rola               | Dodatkowe informacje |
| ---- | ----------------------------------------- | ------------------ | -------------------- |
| 2011 | Przełamując wiarę                         | Corinne Walker     |                      |
| 2013 | Bling Ring                                | Sam Moore          |                      |
| 2013 | Dzień w Middleton                         | Audrey Martin      |                      |
| 2013 | Anna                                      | Anna Greene        |                      |
| 2014 | Jamesy Boy                                | Sarah              |                      |
| 2015 | Dziewczyny śmierci                        | Max Cartwright     |                      |
| 2015 | 6 Years                                   | Melanie Clark      |                      |
| 2015 | Share                                     | Krystal Williams   | film krótkometrażowy |
| 2016 | Dolina przemocy                           | Mary-Anne          |                      |
| 2016 | Liga Sprawiedliwości kontra Młodzi Tytani | Raven              | dubbing              |
| 2016 | Zasady nie obowiązują                     | Sarah Bransford    |                      |
| 2017 | Młodzi Tytani: Zdradziecki pakt           | Raven              | dubbing              |
| 2018 | What They Had                             | Emma Ertz          |                      |
| 2018 | The Long Dumb Road                        | Rebecca            |                      |
| 2018 | Zakonnica                                 | siostra Irene      |                      |
| 2018 | We Have Always Lived in the Castle        | Merricat Blackwood |                      |
| 2019 | Przemytnik                                | Ginny              |                      |
| 2023 | Zakonnica II                              | siostra Irene      |                      |

### Seriale
| Rok       | Tytuł                 | Rola           | Odcinki | Dodatkowe informacje                                  |
| --------- | --------------------- | -------------- | --- | ----------------------------------------------------- |
| 2011–2018 | American Horror Story | Violet Harmon  | 12 odcinków„Przeprowadzka” „Wtargnięcie” „Morderczy dom” „Halloween (część 1)” „Halloween (część 2)” „Świnko, świnko” „Dom otwarty” „Rubber Man” „Przygaszone dzieci” „Narodziny” „Po narodzinach” „Powrót do domu zbrodni” | Murder House (sezon pierwszy) Apokalipsa (sezon ósmy) |
| 2011–2018 | American Horror Story | Zoe Benson     | 18 odcinków„Wredność” „Poskładam Ci chłopaka” „Wymiana” „Straszne figle” „Spłoń wiedźmo, spłoń” „Nadchodzi człowiek z toporem” „Umarli” „Święte przejęcie” „Głowa” „Magiczne przyjemności Stevie Nicks” „Chroń Sabat” „Idź do diabła” „Siedem cudów” „Czy to mógł być… Szatan?” „Cudowny chłopiec” „Zdrada” „Ogień i panowanie” „Apokalipsa” | Sabat (sezon trzeci) Apokalipsa (sezon ósmy)          |
| 2011–2018 | American Horror Story | Sophie Green   | „Rozdział 9” | Roanoke (sezon szósty)                                |
| 2015      | Miasto zła            | Karen McClaren | 8 odcinków„Pilot” „Running with the Devil” „Should I Stay or Should I Go” „The Very Thought of You” „Heat Wave” „Blizzard of Ozz” „Destroyer” „Goodbye Norma Jean” |                                                       |
| 2019      | The Twilight Zone     | Annie Miller   | „Not All Men” |                                                       |